# Paper Mario: Sticker Star
Paper Mario: Sticker Star (japanisch ペーパーマリオスーパーシール, Pēpā Mario Sūpā Shīru) ist ein 2012 veröffentlichtes Videospiel vom Genre Rollenspiel. Es wurde von Intelligent Systems für den Nintendo 3DS entwickelt und ist das vierte Spiel in der Paper-Mario-Serie.
Das Spiel übernimmt einige Elemente der drei Vorgänger, allerdings wurden Partner, die sich aktiv am Spiel beteiligen, abgeschafft, weil oft Konflikte mit dem Stickersystem entstanden. Anders als in den drei vorherigen Teilen gibt es in Paper Mario: Sticker Star eine Weltkarte mit Level-System. Die Handlung spielt außerdem eine vergleichsweise unwichtige Rolle.

## Handlung
Bereits vor der Veröffentlichung des Spiels gab Shigeru Miyamoto bekannt, dass Handlungselemente im Spiel größtenteils weggelassen wurden, da sich in einer Umfrage im Club Nintendo herausstellte, dass nur ein kleiner Anteil der Befragten die Handlung aus Super Paper Mario interessant fand.
Jedes Jahr schlägt der Stickerkomet im Pilzkönigreich ein. Aus diesem Anlass feiern die Einwohner das sogenannte Stickerfest. Laut einer Legende soll man sich dabei etwas wünschen, dann geht dieser Wunsch in Erfüllung. Während Prinzessin Peach auf der Bühne den Sticker-Kometen präsentiert, erscheint dort plötzlich Bowser und versucht, den Kometen zu berühren, während einige Toads ihn davon abhalten wollen. Koopas und Gumbas stürmen währenddessen ins Publikum zu Mario und den anderen Toads. Bowser schafft es, den Schweifstern zu berühren, woraufhin dieser explodiert. Sechs Royalsticker verteilen sich daraufhin im gesamten Pilzkönigreich. Einer von ihnen landet auf Bowsers Kopf. Die Macht des Stickers benutzt er, um Peach zu entführen und zu fliehen. Mario versucht, ihn aufzuhalten, schafft dies allerdings nicht und wacht einige Zeit später in zerknicktem Zustand auf dem verwüsteten Fest wieder auf. Er findet wenige Zeit später einen Sticker namens Kersti und sie machen sich auf den Weg, in sechs verschiedenen Welten alle Royalsticker zurückzuholen und Prinzessin Peach zu befreien.

## Spielmechanik
Wie in den Vorgängern besteht die Grafik aus papierähnlichen 2D-Figuren und einer ebenfalls papierähnlichen 3D-Umgebung. Der Spieler steuert Mario und sammelt mit ihm verschiedene Sticker, indem er sie von Wänden abzieht, vom Boden aufsammelt oder sie kauft und klebt sie in ein Stickeralbum, welches allerdings nur eine begrenzte Anzahl von Stickern aufnehmen kann. Im Laufe des Spiels kommen weitere mit Stickern beklebbare Seiten hinzu. Mithilfe von Kersti erlernt der Spieler die Fähigkeit Papierisieren, mit der er die aktuelle Spielsituation als ein Bild betrachtet, auf das er Sticker kleben kann. Außerdem findet Mario verschiedene Gegenstände wie beispielsweise einen Wasserhahn, sogenannte Dingse, die er in Dings-Sticker umwandeln kann. Diese klebt beim Papierisieren ein und so lassen sich damit zum Beispiel mit einem Ventilator-Sticker die Flügel einer Windmühle bewegen.
Wenn Mario einen Gegner berührt, kommt es zum Kampf. Wie in den ersten beiden Paper-Mario-Teilen greifen Mario und seine Gegner abwechselnd an. Schlägt man seinen Gegner vor Kampfbeginn oder springt auf ihn, landet man bereits vor dem richtigen Kampfbeginn einen Angriff. Für jede weitere Runde muss man Sticker einsetzen, um angreifen zu können, zum Beispiel einen Sprungsticker, mit dem man auf den Feind springen kann. Mit den Dings-Stickern kann man besonders starke Attacken ausführen. Nach einer Benutzung verschwindet jeder Sticker. Marios Trefferpunkte kann man nicht mehr durch Erfahrungspunkte auffüllen, dafür aber beispielsweise mit verschiedenen Stickern.

## Entwicklung
Paper Mario: Sticker Star wurde auf der Electronic Entertainment Expo vom 14. Juni bis zum 17. Juni 2010 angekündigt. Im nächsten Jahr folgten einige Trailer. Auf der E3 2012 gab Nintendo den kompletten Namen des Spiels bekannt und das Veröffentlichungsdatum wurde für das vierte Quartal des Jahres angesetzt. Einer der US-amerikanischen Entwickler, Nate Bihldorff, spielte das Spiel während der Messe. Dabei zeigte und erklärte er das neu eingeführte Sticker-System.

## Rezeption
Das Spiel bekam überwiegend positive Kritiken. Auf GameRankings lag der Durchschnitt bei 76 % und Metacritic aggregierte 75 von 100 Punkten. Nintendojo vergab die Note A− und hielt Paper Mario Sticker Star für eines der besten 3DS-Spiele des Jahres 2012. 4Players bewertete das Spiel mit 67 %, da der „fantastischen Präsentation“ und dem „tollen Humor“ ein „redundantes Kampfsystem“ und teilweise „nervige Puzzles“ gegenüberstehen würden. Fans der alten Paper-Mario-Teile würden davon am meisten enttäuscht sein. David Jenkins vom britischen Magazin Metro hielt das Spiel für eine „furchtbare Enttäuschung, der es nicht nur an der Magie aus den vorherigen Paper-Mario-Spielen fehle, auch die Aspekte, für welche die Spielereihe bekannt wurde, seien kaum bemerkbar“. Vier von zehn möglichen Punkten wurden vergeben.